# Igreja Síria Caldeia

Relacionamento dos grupos de igrejas dos Cristãos de São Tomé (clique para ampliar).

A Igreja Síria Caldeia (siríaco: ܥܕܬܐ ܕܡܕܢܚܐ ܕܐܬܘܖ̈ܝܐ, malaiala: കൽദായ സുറിയാനി സഭ, translit.: Kaldaya Suriyani Sabha), também conhecida como Igreja Ortodoxa Malabar, é uma Igreja cristã oriental, baseada na Índia, e integrada na Igreja Assíria do Oriente. O líder da Igreja tem o título de Metropolita de Malabar e Toda a Índia, com residência em Thrissur, Kerala. O atual titular é Mar Aprem Mooken desde 1968.
Foi criada a partir dos Cristãos de São Tomé na Índia.